# Mariënhof (restaurant)

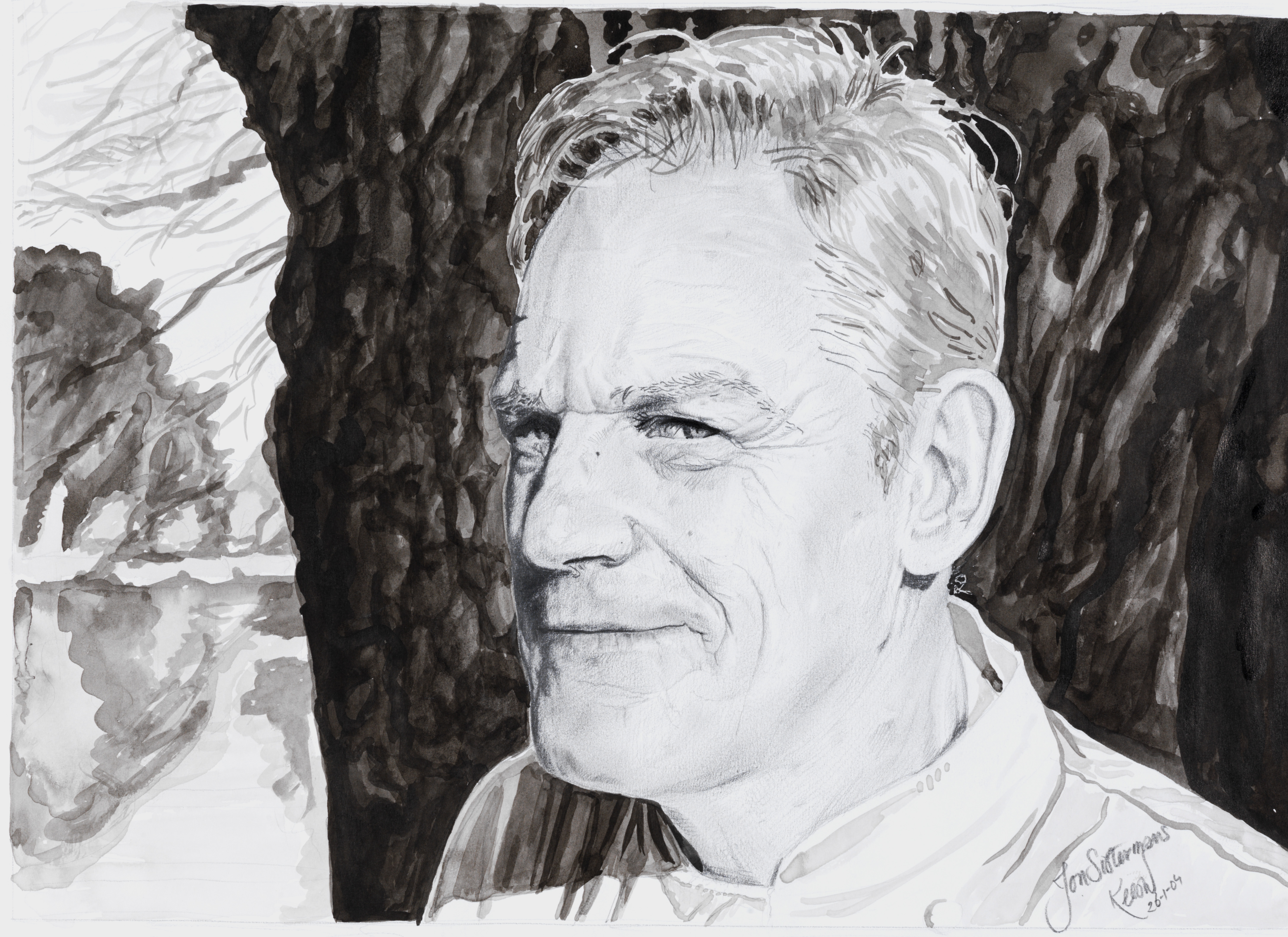
Jon Sistermans door Kees Wennekendonk (2004)

Mariënhof was een restaurant gevestigd in het voormalige klooster Mariënhof in Amersfoort, Nederland. Het restaurant had een Michelinster in de periode 1996-2001.
Chef-kok was Jon Sistermans.
Het bestaan van het restaurant kwam ten einde als gevolg van de verkoop van het voormalige klooster door verzekeringsmaatschappij "Amersfoortse Verzekeringen" aan de "Van den Tweel Horeca Groep". De nieuwe eigenaar veranderde de koers van het restaurant van "fine dining" naar een lager culinair niveau. Reden voor Sistermans om te vertrekken.
Restaurant Mariënhof en chef-kok Jon Sistermans waren in 2000 het middelpunt van een rel rondom de restaurantgids Lekker. Sistermans beschuldigde "Lekker" ervan willens en wetens restaurants en horecapersoneel te beschadigen zonder zinvolle redenen. Hij startte daarop de campagne "Lekker Beest 2001" en riep op tot een advertentieboycot teneinde de gids van koers te laten veranderen. De gids gaf toe aan de bezwaren en benoemde een nieuwe hoofdredacteur, met horeca-achtergrond, en matigde zijn toon.